# Johann Horvat von Kurtitsch
Johann Horvat von Kurtitsch (russisch Иван Самойлович Хорват; * 1722; † 18. Novemberjul. / 29. November 1786greg. in Staryj Saltiw) war ein habsburgisch-russischer General-Porutschik der Kaiserlich Russischen Armee und Gründer des russischen Neuserbiens.

## Leben
Horvats serbische Vorfahren stammten aus Slawonien. Horvats Großvater Marko Kurtitsch hatte sich in den 1670er Jahren in der habsburgischen Militärgrenze niedergelassen, wohin die Familie Horvat 1640 aus dem osmanischen Sandschak Smederevo geflüchtet war. Marko Kurtitsch zeichnete sich in der habsburgischen Armee aus und wurde geadelt. Horvats Vater Samuil wurde Gutsbesitzer in Kurtitsch. Horvat trat in den Dienst der habsburgischen Armee und stieg bis zum Oberst auf.
Als die Ungarn im Österreichischen Erbfolgekrieg (1740–1748) für die Habsburgermonarchie kämpften, beschloss die Regierung Maria Theresias 1747, zum Dank die Potiska- und Pomoriska-Militärgrenze dem Königreich Ungarn anzuschließen. Darauf standen die dortigen Serben vor der Entscheidung, entweder ungarische Untertanen zu werden oder an die osmanische Grenze zu ziehen, was zur Unruhe unter den Serben führte. Horvat, sein Bruder Oberstleutnant Dmitri Horvat, Oberstleutnant Jovan Schevitsch und die Brüder Kapitän Nikolai Tschorba und Kapitän Todor Tschorba beabsichtigten nun, nach Russland auszuwandern. Anfang 1751 überreichten sie dem russischen Botschafter in Wien Graf Michail Petrowitsch Bestuschew-Rjumin eine Petition mit Horvats Angebot, ein Husaren-Regiment mit 1000 Serben oder Slawen und ein Panduren-Regiment mit 2000 Griechen anzuwerben und auf ihnen zu übergebenden Ländereien in Russland anzusiedeln gegen Erstattung der Kosten. Dann beantragten sie mit 281 Offizieren und Untergebenen beim Hofkriegsrat die Entlassung aus der Armee und die Genehmigung für den Eintritt in russische Dienste. Maria Theresia geb dem Antrag im Hinblick auf ihre guten Beziehungen zu Russland statt. Im Juli 1751 erhielt Bestuschew-Rjumin von Kaiserin Elisabeth die Genehmigung für das Auswanderungsprojekt mit der Zusage, die serbischen Offiziere gleichrangig in die russische Armee aufzunehmen. Darauf organisierte er mit den serbischen Projektführern die Auswanderung in drei Gruppen.
Im Oktober 1751 war Horvat mit 218 Begleitern in Kiew angekommen und wurde als Oberhaupt der ganzen Aktion zum Generalmajor ernannt. Horvat ging nach St. Petersburg und präsentierte seinen Plan, nicht nur zwei, sondern vier Regimenter mit 10.000 Mann anzuwerben, der positiv aufgenommen wurde. Horvat erhielt ein Geschenk von 3000 Rubel. Für jeden Ansiedler wurden ihm 10 Rubel für die Erstausstattung versprochen. Dazu wurde ihm für die Ansiedlung ein über 30 Meilen langer Geländestreifen am rechten Ufer des Dnepr zwischen der in den Südlichen Bug mündenden Synjucha und dem Dnepr-Nebenfluss Tjasmyn übergeben. Für jede Kompanie des Husaren-Regiments waren 320 Quadrat-Werst vorgesehen und 240 Quadrat-Werst pro Kompanie des Panduren-Regiments. Diese Ansiedlung erhielt den Namen Neuserbien und wurde direkt und allein von Horvat verwaltet, der nur dem Senat unterstand. Zusammen mit seinem engen Mitarbeiter Generalmajor Iwan Fjodorowitsch Glebow teilte Horvat ab dem Frühjahr 1752 das Land für die Ansiedler auf. Dazu beantragte er, außerhalb von Polen-Litauen, mit dem ein Nicht-Anwerbe-Vertrag bestand, Bulgaren und Walachen anwerben zu dürfen. 1753 kamen bis zu 1000 Ansiedler. 1754 wurde dort die Festung der Heiligen Elisabeth mit der Stadt Jelisawetgrad gebaut. Zu Beginn des Siebenjährigen Kriegs präsentierte er ein vollständiges Husaren-Regiment. Im Oktober 1755 war er zum General-Porutschik befördert worden.
Die Lebensbedingungen für die Ansiedler in Neuserbien waren schlecht. Die für die Erstausstattung vorgesehenen Gelder verwendete Horvat teilweise für sich selbst. Die für die Verwaltung Neuserbiens vom Senat beschlossene Kanzlei richtete Horvat in Nowomyrhorod ein und benutzte sie als seine Residenz, in der seine Verwandten und zwei seiner Söhne angestellt waren. Als hungernde Ansiedler-Soldaten vor seinem Haus Brot forderten, jagte er die Menge mit Hagel auseinander und stellte den Körper eines Getöteten außerhalb der Stadt auf dem Rad aus. Ansiedler plünderten zeitweise. Horvat selbst führte Raubzüge an der polnischen Grenze durch.
Unmittelbar nach dem Tod Elisabeths im Januar 1762 eilte Horvat nach St. Petersburg, aber der neue Kaiser Peter III. war über die Verhältnisse in Neusibirien informiert. Im März 1762 wurde eine Untersuchung der Aktivitäten Horvats begonnen, für die Oberst Spitschinski in die Festung der Heiligen Elisabeth kam. Dorthin flüchtete der geschäftsführende Offizier der Kanzlei Horvats mit allen Unterlagen, um sie dem Zugriff der Freunde Horvats zu entziehen, und schilderte die Missstände. Spitschinski schickte seinen Bericht nach St. Petersburg, worauf der General-Propurtschik Grigori Semjonowitsch Meschtscherski zur weiteren Untersuchung geschickt wurde. Nach ihrem Regierungsantritt im Juli 1762 beauftragte Katharina II. die General-Porutschiks Meschtscherski und Alexei Petrowitsch Melgunow und den inzwischen zum General en chef aufgestiegenen Iwan Fjodorowitsch Glebow mit der weiteren Untersuchung. Als Ergebnis der Untersuchung verlor Horvat seinen Rang und wurde nach Wologda verbannt. Sein Besitz wurde für 64.999 Rubel in Anspruch genommen. Neuserbien wurde das Neurussische Gouvernement mit dem Gouverneur Melgunow.
Horvat wurde auf Ersuchen seines Freundes und Landsmanns Petar Tekelija im Dezember 1775 von Katharina II. begnadigt und erhielt seinen Rang und seinen Besitz zurück. Auch seine Söhne erhielten ihre militärischen Ränge zurück. Zwei von ihnen, Ossip und Nikolai, erreichten Generalsränge.
Ein Ururenkel Horvats war der Verkehrsingenieur und Generalleutnant der Kaiserlich Russischen Armee Dmitri Leonidowitsch Horvat.